# Verneuil (Cher)
Verneuil is een gemeente in het Franse departement Cher (regio Centre-Val de Loire) en telt 41 inwoners (2009). De plaats maakt deel uit van het arrondissement Saint-Amand-Montrond.

## Geografie
De oppervlakte van Verneuil bedraagt 9,8 km², de bevolkingsdichtheid is dus 4,2 inwoners per km².
De onderstaande kaart toont de ligging van Verneuil (Cher) met de belangrijkste infrastructuur en aangrenzende gemeenten.

## Demografie
Onderstaande figuur toont het verloop van het inwonertal (bron: INSEE-tellingen).